# Efmoroctocog alfa
Efmoroctocog alfa, das unter dem Markennamen Elocta (EU) bzw. Eloctate (USA) vertrieben wird, ist ein Medikament zur Behandlung und Vorbeugung von Blutungen bei Menschen mit Hämophilie A („Bluterkrankheit“). Efmoroctocog alfa ist ein rekombinanter humaner Gerinnungsfaktor VIII. Es wird mittels rekombinanter DNA-Technologie in einer humanen embryonalen Nierenzelllinie (HEK-Zellen) hergestellt.
Es wurde im Juni 2014 in den Vereinigten Staaten für die medizinische Verwendung zugelassen, und im November 2015 in der Europäischen Union.

## Verwendung
In den USA ist Efmoroctocog alfa (Eloctate) für Erwachsene und Kinder mit Hämophilie A für die On-Demand-Behandlung und Kontrolle von Blutungsepisoden, perioperatives Management und Routineprophylaxe zur Verhinderung oder Verringerung der Häufigkeit von Blutungen indiziert.
In der Europäischen Union, Großbritannien und der Schweiz ist Efmoroctocog alfa (Elocta) für die Behandlung und Prophylaxe von Blutungen bei Menschen mit Hämophilie A angezeigt.
Es wird über zehn Minuten intravenös injiziert.

## Nebenwirkungen
Selten treten bei Einnahme des Medikaments Nebenwirkungen, wie Nesselsucht und Hypotonie auf. Des Weiteren wurden gelegentlich Schwindel, Geschmacksstörung, Husten, Gelenk- und Muskelschmerzen beobachtet. Die Wirkung des Medikaments kann gelegentlich durch die Bildung von neutralisierenden Antikörpern aufgehoben werden.